# Bernardo Baena
Bernardo Baena (* 28. April 1990 in Caracas) ist ein ehemaliger venezolanischer Skilangläufer.

## Leben
Bernardo Baena kam im Jahr 2010, während eines mehrwöchigen Studienaustausches in Schweden, erstmals mit dem Skisport in Berührung. Später trainierte er als Student der Mora Folkshögskola unter Anleitung von Christian Minnatti.
Im Februar und März 2011 startete er bei den Nordischen Skiweltmeisterschaften in Oslo. In der Qualifikation über 10 km belegte Baena mit knapp 15 Minuten Rückstand den letzten Rang (Platz 47). 120. und damit ebenfalls deutlich Letzter wurde er in der Sprint-Qualifikation. Gemeinsam mit seinem Bruder César Baena startete Bernardo auch im Teamsprint, das Duo wurde als 25. gewertet. Bei den Nordischen Skiweltmeisterschaften 2013 im Val di Fiemme kam er auf den 67. Platz im 50-km-Massenstartrennen. Letztmals international startete er bei den Nordischen Skiweltmeisterschaften 2017 in Lahti, wobei er den 149. Platz im Sprint errang.